# Seřaďovací návěstidlo

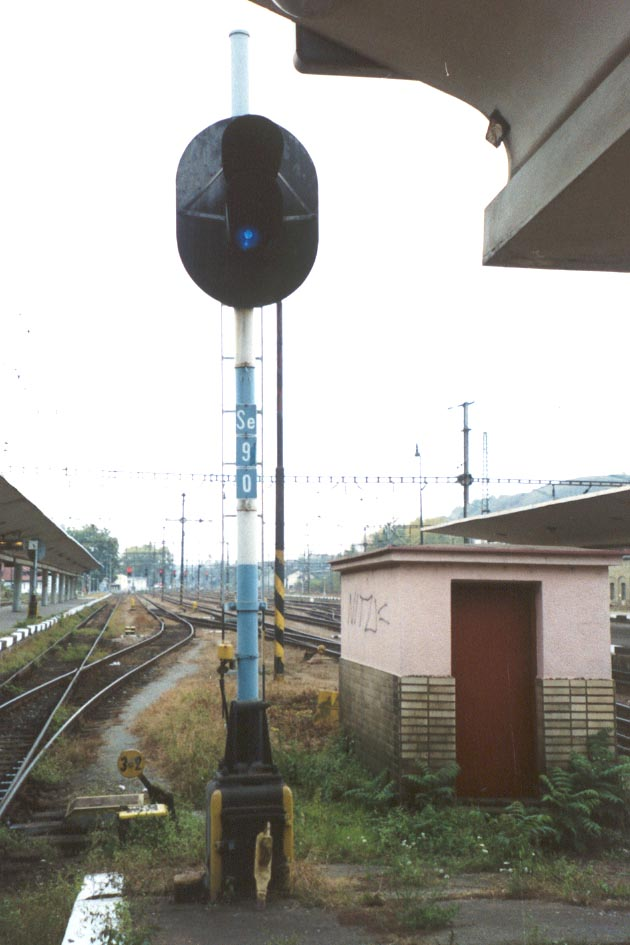
Seřaďovací návěstidlo sovětského původu na nádraží Praha Smíchov

Seřaďovací návěstidlo (slangově ranžírka) je nepřenosné návěstidlo platné jen pro posun. Používají se pro řízení jízd posunových dílů ve stanicích. Základní návěstí seřaďovacího návěstidla je návěst Posun zakázán. Platí-li seřaďovací návěstidlo jen pro jednu kolej, může se pomocí jeho návěsti dávat souhlas k posunu. 

## Vzhled
Seřaďovací návěstidla mohou být mechanická nebo světelná, zvláštním druhem seřaďovacího návěstidla jsou Vyčkávací návěstidla. 

### Světelná seřaďovací návěstidla
Světelná seřaďovací návěstidla mohou být stožárová nebo trpasličí. Označeny jsou modrým označovacím štítkem s bílým nápisem ve tvaru SeX, kde „X“ je pořadové číslo seřaďovacího návěstidla od začátku trati, čísluje se podle km polohy návěstidla vždy vzestupně, a to v každé stanici zvlášť počínaje číslem 1 (pro odlišení jednotlivých staničních obvodů je možné použít „stovkové“ série; např.: v jednom obvodu Se1, a v dalších Se101, Se201...). Stožárová návěstidla jsou navíc označená ještě označovacím pásem (popř. nátěrem stožáru) s modrými a bílými pruhy stejné délky. 
Návěstidlo má vždy dvě návěstní svítilny, jednu s modrým a druhou s bílým světlem. Může tedy navěstit dvě návěsti: Posun zakázán (modré světlo; zakazuje jízdu posunového dílu za toto návěstidlo) a Posun dovolen (bílé světlo; dovoluje jízdu posunového dílu za toto návěstidlo). 
Pokud seřaďovací návěstidlo platí pro více kolejí, musí být doplněné o tabulku s návěstí Skupinové návěstidlo. V takovém případě nesmí být návěst posun dovolen na tomto návěstidle považována za souhlas k posunu a posunový díl musí zastavit na konci příslušné koleje u námezníku, hrotu jazyka výhybky, svodného klínu výkolejky nebo přejezdu s PZZ a souhlas k posunu musí být dán jiným způsobem. 
V nepřehledných úsecích a tam, kde je to vzhledem k místním poměrům žádoucí, se umísťují opakovací seřaďovací návěstidla, která opakují návěsti kmenového seřaďovacího návěstidla. Označují se modrým označovacím štítkem s bílým nápisem OSeX, kde „X“ je číslo příslušného kmenového seřaďovacího návěstidla, jehož návěsti opakuje. Opakuje-li návěsti jednoho kmenového seřaďovacího návěstidla více opakovacích seřaďovacích návěstidel, doplní se před jejich označení ještě římská číslice vyjadřující jejich pořadí od kmenového seřaďovacího návěstidla (např.: I OSe1, II OSe1...). Opakovací seřaďovací návěstidlo má jen jednu návěstní svítilnu a to s bílým světlem. Bílé světlo svítí (tj. dává návěst Posun dovolen) jen tehdy, dává-li návěst Posun dovolen i kmenové seřaďovací návěstidlo. Dává-li kmenové seřaďovací návěstidlo návěst posun zakázán, je opakovací seřaďovací návěstidlo zhaslé.

### Vyčkávací návěstidla
Vyčkávací návěstidla jsou tvořená modrou deskou ve tvaru písmene „V“ s bílým orámováním, umístěnou na sloupku s označovacím pásem s modrými a bílými pruhy stejné délky. Označená jsou modrým označovacím štítkem s bílým nápisem ve tvaru VyX, kde „X“ je pořadové číslo vyčkávacího návěstidla od začátku trati, čísluje se podle km polohy návěstidla vždy vzestupně, a to v každé stanici zvlášť počínaje číslem 1 (pro odlišení jednotlivých staničních obvodů je možné použít „stovkové“ série; např.: v jednom obvodu Vy1, a v dalších Vy101, Vy201...). 
Mohou být zřízena jak v proměnném, tak v neproměnném provedení. Neproměnné vyčkávací návěstidlo dává stále návěst Posun zakázán, přikazuje zastavit posunový díl před tímto návěstidlem a vyčkat souhlasu k posunu, který udělí příslušný výhybkář např. ruční návěstí červeným praporkem, nebo telekomunikačním zařízením. Proměnné vyčkávací návěstidlo má navíc tři návěstní svítilny s bílým světlem umístěné v koncích písmene „V“. Svítí-li tyto svítilny jedná se o návěst Posun dovolen, jsou-li zhaslé jedná se o návěst Posun zakázán. 
Vyčkávací návěstidla mohou být stejně jako návěstidla seřaďovací platná i pro více kolejí. V takovém případě jsou doplněná o tabulku s návěstí Skupinové návěstidlo; návěst Posun dovolen na tomto návěstidle nesmí být považována za souhlas k posunu a posunový díl musí zastavit na konci příslušné koleje u námezníku, hrotu jazyka výhybky, svodného klínu výkolejky nebo přejezdu s PZZ a souhlas k posunu musí být dán jiným způsobem.

### Mechanická seřaďovací návěstidla
Mechanická seřaďovací návěstidla tvoří modrá čtvercová deska s bílým orámováním postavená na vrcholu, umístěná na stožáru s nátěrem s modrými a bílými pruhy stejné délky; pro dávání nočních návěstí jsou na stožáru umístěny ještě svítilnový výtah a pohyblivé barevné clonky. Mechanické seřaďovací návěstidlo se ovládá pomocí drátovodu dvoupolohovou stavěcí pákou. Je-li návěstní deska ve svislé poloze jedná se o návěst Posun zakázán (v noci svítí modré světlo), je-li návěstní deska ve vodorovné poloze (tj. návěstní znak není vidět) jedná se o návěst Posun dovolen (v noci svítí bílé světlo). Označovací štítky jsou stejné jako u světelných seřaďovacích návěstidel.
Pokud seřaďovací návěstidlo platí pro více kolejí, musí být doplněné o tabulku s návěstí Skupinové návěstidlo. V takovém případě nesmí být návěst posun dovolen na tomto návěstidle považována za souhlas k posunu a posunový díl musí zastavit na konci příslušné koleje u námezníku, hrotu jazyka výhybky, svodného klínu výkolejky nebo přejezdu s PZZ a souhlas k posunu musí být dán jiným způsobem. 
Mechanická seřaďovací návěstidla jsou dočasně ponechaná v provozu do doby rekonstrukce zabezpečovacího zařízení v příslušné stanici a nově se nezřizují. 

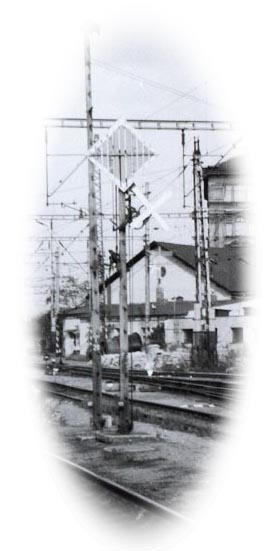
Seřaďovací návěstidlo mechanické - rok 1985, Praha hlavní nádraží.
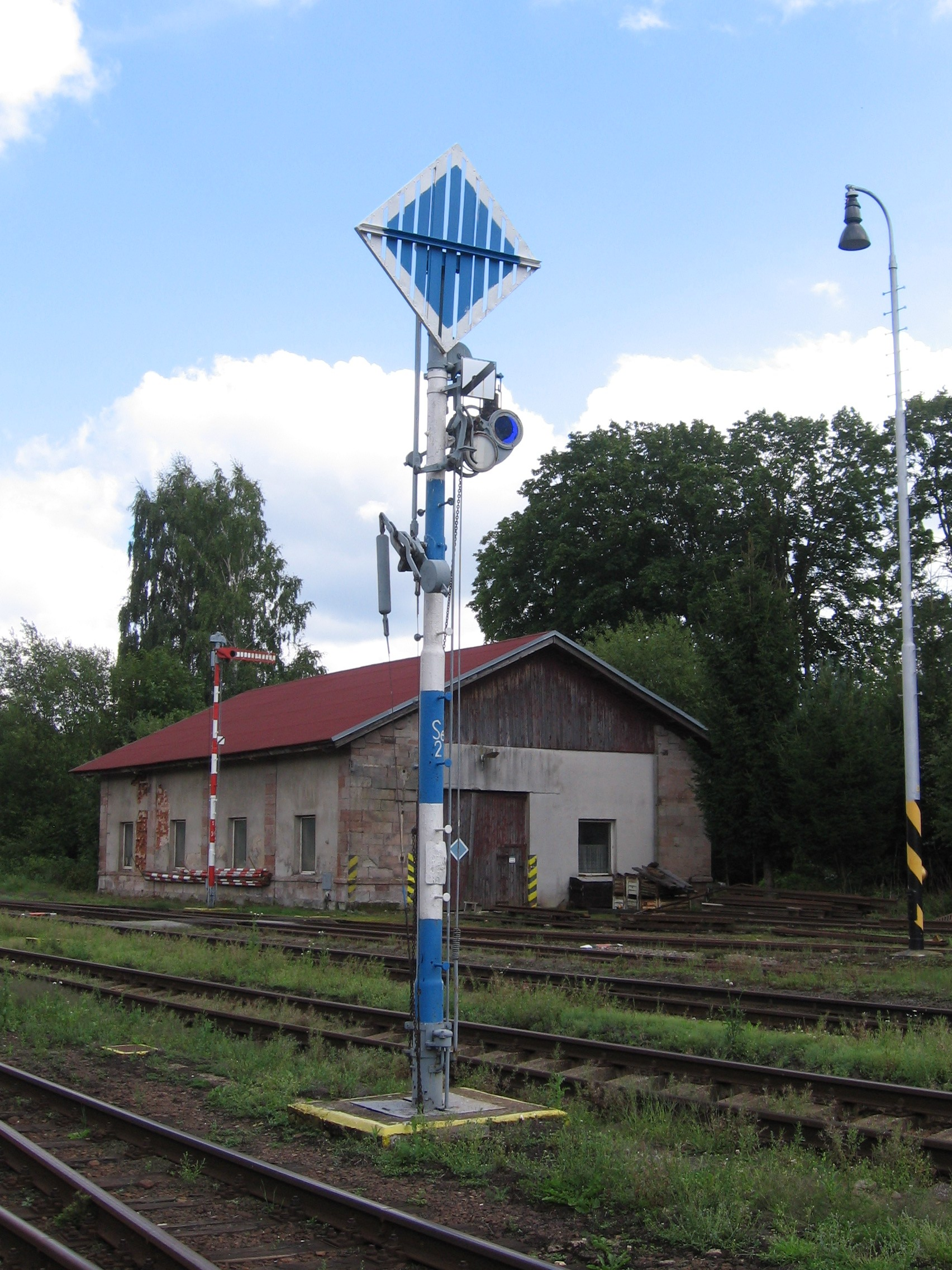
Seřaďovací návěstidlo v poloze Posun zakázán ve stanici Martinice v Krkonoších.
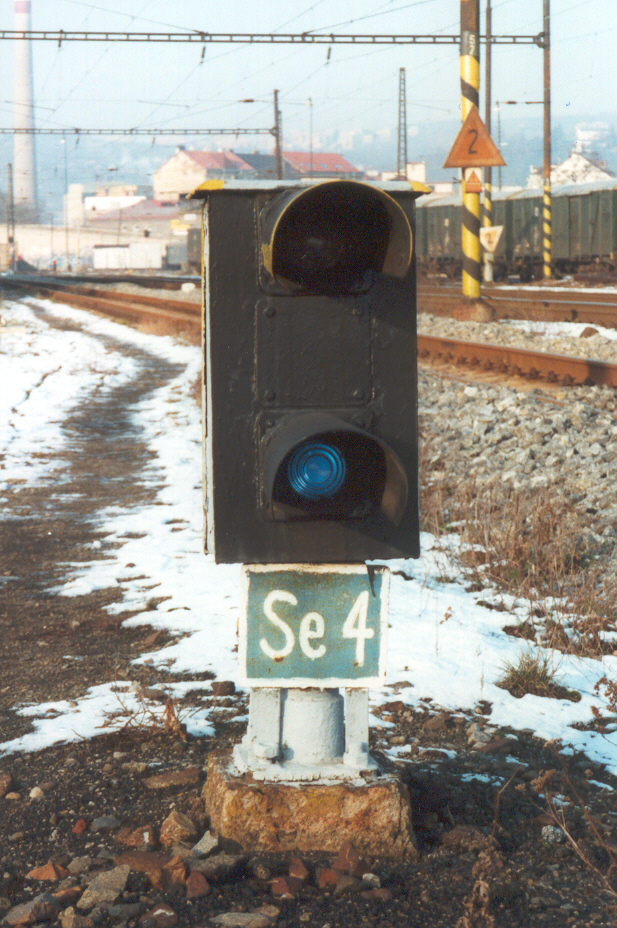
Trpasličí seřaďovací návěstidlo v prvorepublikovém provedení ve stanici Praha-Bubny.
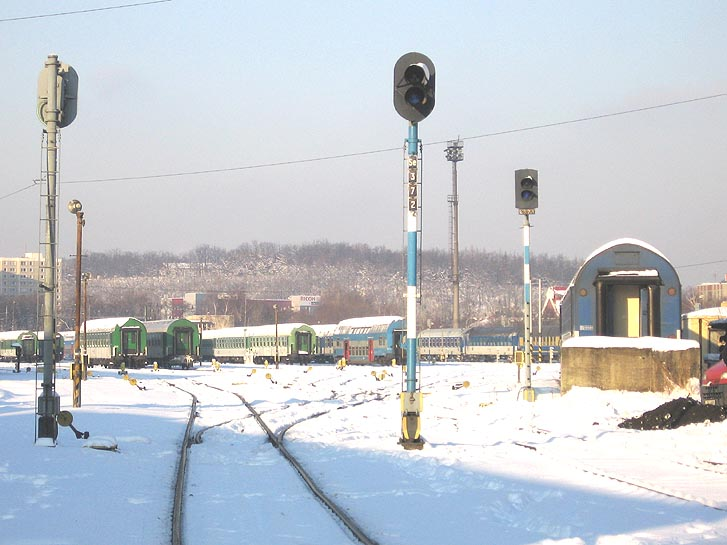
Seřaďovací návěstidla staršího a novějšího provedení v žst. Praha ONJ.